# ウェス・スカイルズ
ウェス・スカイルズ（Wes Skiles、1958年3月6日 - 2010年7月21日）は、アメリカ合衆国の水中写真家、ダイバー。洞窟潜水の草分けとして知られている。

## 概要
フロリダ州ジャクソンビル生まれ。ナショナルジオグラフィックへの写真の投稿などのほか、水中でのドキュメンタリー映画の撮影、監督などを行っていた。
2010年7月21日、フロリダ州のボイントンビーチでの潜水中に死亡した。
- Wes Skiles Home Page